# Епістологія
Епістологія — від грец. epistole (послання, лист) і logos (слово, вчення). Це наука, яку відносять до Спеціальних історичних дисциплін, вивчає типи і види особистих листів стародавнього світу і середньовіччя.

## Загальні відомості
Для історика, джерелознавця лист є важливим документом, який вивчає його за всіма ознаками: формою, друкованим текстом, піктографічними ознаками, марками, штемпелями, написами(адреси, імена), маргіналіями.
Епістолярні джерела є своєрідним матеріалом, що потребує конкретної методики до його опрацювання. З однієї сторони такий вид документу достатньо точний, адже писався комусь особисто, не висвітлення чи публікації, тобто факти у ньому мають передаватися правдиво. Проте, не варто забувати, що не можливо у листі відверто висловити думку, і у кожного автора власний погляд на подію чи явище.
На лист впливає багато факторів, час написання, середовище, характерні форми епістолярного етикету конкретної епохи, призначення даного документу і індивідуально-психологічні особливості.
До основних елементів джерелознавчого аналізу епістолярію належать: визначення авторства, часу, місця створення, змістова спрямованість, типологія та вид листа.
Лист — джерело, яке несе розмовну мову епохи, стилістичні особливості, властиві певному середовищу і часу. Дослідження епістоляріїв, дає змогу зробити висновки про соціальні класи, так і про окремих видатних осіб.
Перш за все, дослідник має атрибувати Лист, з'ясувати автора та адресанта, датувати його і зробити географічну прив'язку. Окрім цього, епістолярій включає в себе питання психологічного аналізу, графології, соціолінгвістики.
Проводячи аналітичну роботу, особливу увагу звертають на типологічну характеристику, атрибуцію і місце автора в описаних подіях(громадянську позицію, політичне обличчя)
Для досліджень використовуються різні методи джерельного аналізу, це і хронологічно-тематичний метод (спостерігає еволюцію поглядів особи), історико-порівняльний, історико-системний, історико-топологічний.
Метод вивчення листування, передбачає створення систематизації, класифікації за тематикою, змістом, місцем, часом чи фаховою належністю та ін.

## Класифікація
- за типом змісту (листи-повідомлення, листи-запити, листи-відповіді
- за жанрами (листи-біографії, листи-нотатки, листи—інтерв'ю та ін..)
- за зворотними блоками(лист відповідь у хронологічному порядку, який показує інтенсивність листування)

Важливе місце займає системний аналіз, він дозволяє вивчити лист з різних боків, дати всебічну цілісну характеристику джерела. Витягнути з джерела цінну інформацію про життя, діяльність, контакти, громадянську позицію, професіональний рівень осіб листування.
Інформацію у листі ділять на усвідомлену, або навмисну(та, яку автор вкладав у джерело) та неусвідомлена, або ненавмисна(та, яка випливає з підтексту повідомленого автором.
Листування несе великий інформаційний потенціал, а саме суспільно-політична інформація, культурна, історична, просопографічна (вік автора, статус, риси, особливості ментальності тощо), персоніфікована (особа, місце в суспільстві), географічна хронологічна, лінгвістична та ін. (Войцехівська І. Н., Ляхоцький В. П. Епістологія: Корот.іст.нарис. К.,1998)

## Типи листування
В епістолярному жанрі розрізняють деякі типи листування:
 — офіційне
 — приватне
 — публіцистичне
 — любовне тощо.

## Палеографічні особливості письма
З виникненням писемності кожен народ та цивілізація мали свої палеографічні особливості. Народи Передньої Азії використовували глиняні таблички, індійці пальмове листя, єгиптяни глиняні черепки і папірус, греки і римляни папірус і натерті воском дерев'яні таблички, окрім того листи запечатували, що мало гарантувати особистість переписування. Спартанці використовували для написання листа палиці, на яких вирізували текст.

## Історія листування
Ще Давньому Єгипті створювали послання за встановленими формулами. Лист ніс не лише змістове навантаження, але й мав конкретні форми, яких писарі повинні були дотримуватися.
Писарі мали знати архітектоніку письма, знати прийнятні стилі того часу, дотримуватися певних зразків написання.

### Греція
Першу концепцію написання приписують філософській школі Аристотеля. Ця теорія має ряд вимог:
1. ясність вираження думок
2. прояв своїх моральних якостей, наміри, добрий настрій
3. мова має бути зрозумілою, буденною, без словесних прикрас

#### Структура грецького листування
- Вступ (прескрипт) частина
- Основа (центральна) частина
- Заключна (клаузула) частина

У важливих і офіційних посланнях вказувалися дата і час написання.
За часи античності налічувалося близько 40 різновидів зразків написання листа.
Серед відомих епістолярних митців можна назвати Сенека, його 124 листи до Луцилія, Цицерон, написав собі повчально-утішливого листа з настановами, поет Горацій і його поетичні листи.

### Середньовіччя
Епістолярний етикет з часом зазнає змін, у період середньовіччя набуває своїх характеристик.
П'ять складових написання листа
1. Привітання
2. Преамбула
3. Виклад(передача суті справи)
4. Прохання
5. Закінчення

Також були форми привітань до різних посадових осіб(імператор, король, духовна особа) і друзів. Були укладені так звані письмовики, це були книги з інструктажем правильного написання листів, вони були повні і неповні. Повний містив у собі: вступ, теорію стилю письма і грамоти, зібрання епістолярних формул, правових положень. Також були збірники стандартних висловів для звертання у листі(до прикладу твір Феофіла Коридаллевса «Твір про типи письма».
Мистецтво написання листа було одним із навчальних предметів, їх викладачів називали «диктаторами», один із найвідоміших Іоанн Каетані і Альберіко Монтекассіно, разом вони обґрунтували закон акцентації(чергування наголошених і ненаголошених складів у фразі).

### «Золота доба» XVIIIст.
З розповсюдженням друкарства і освіченості кількість посилань досягла в цей час неймовірних масштабів. Листи писалися державним особам, чиновникам, прийшла хвиля кореспонденції.
Листи XVIII ст.. діляться на дві групи: ділові та особисті, тобто службові або привітні. Перші ідуть до державних, другі до родинних архівів. Проте науковці не можуть віднести лист, до конкретно однієї групи, адже у приватних листах політичних діячів, поетів часто містяться свідчення, які є ціннішими, аніж актовий матеріал.

### XIXст.
З винайденням телеграфу і телефону, знижується інтенсивність листування і набуває іншої форми, здебільшого вітальної(листівки, поздоровлення з днями народження, зі святами).
В кінці XIX ст.. функція листування дещо змінюється, окрім інформативної і психологічної функцій, виникає установлення і підтримування ділових контактів. Ц е зумовило створення нових форм письмового звернення, комерційного листа. Такі документи часто несуть юридичну силу, для них виготовляється спеціальний іменний папір зі знаками-штемпелями, водяними знаками тої чи іншої установи чи особи.

## Факти
- Пергамент 160 р. до н. е. В листуванні з ІІІ ст. н. е.
- Папір з бавовни VII ст.. виготовлений у Китаї, згодом потрапив до арабів, а у ІХ ст.. до Італії
- ХІІ ст.. папір з льону. Перші використовували араби та іспанці
- ХІІ-XIV ст.. бавовняний папір розповсюдився вже по усій Європі
- 1340 р. перші листи на папері з ганчір'я
- пера для письма відомі з VI ст.. у Греції виготовлялися з очерету.
- В ХІ- XV ст.. в Європі використовували пера гусячі, лебедині, павині. Знайдені у Новгороді берестяні грамоти, написані на верхньому шарі березової кори, написані швидше за все загостреними кістяними або мідними стрижнями.
- ХІІІ ст.. поява перших сталевих пер
- XV ст.. зі Сходу до Європи завезено сургуч
- 1624 р. поява перших обгорток
- 1820 р. англієць Бруе створив конверти для листів
- марка поштмейстера Роуленда Хілла, увійшла в обіг 6 травня 1840 р. в Англії.